# Фатьма-султан (дочь Селима II)
Фатьма Ханым-султан (тур. Fatma Hanım Sultan; ок. 1559, Маниса — 1580, Стамбул) — дочь османского султана Селима II и его законной жены Нурбану Султан.

## Биография
Фатьма была дочерью Селима и Нурбану и последним ребёнком, родившимся до восшествия Селима на престол. Родилась в Манисе 1559 году.
В 1574 году вышла замуж за Сиявуша-пашу. У неё было трое детей: дочь, умершая в 1590 году, сын Мустафа-паша, оставивший потомство, и сын Синан-бей (1575 — 1598/1599), погибший и похороненный рядом со своим отцом в тюрбе Сиявуша-паши при мечети Султана Эйюпа. 
Умерла Фатьма-султан во время родов осенью 1580 года в Стамбуле и похоронена в тюрбе своего отца при мечети Ая-Софья.